# Halsbandleguan
Der Halsbandleguan (Crotaphytus collaris) ist eine Art aus der Gattung Crotaphytus und gehört zur Teilordnung der Leguanartigen (Iguania). Er ist im Südwesten der USA sowie in Mexiko in felsigen Trockengebieten verbreitet. 

## Merkmale
Der Halsbandleguan kann eine Gesamtlänge von bis zu 35 cm sowie eine Kopf-Rumpf-Länge von bis zu 22 cm erreichen.  
Seinen Namen trägt er aufgrund der an ein doppeltes schwarzes Halsband erinnernden Zeichnung am Hals. Die Männchen dieser Art sind meist farbiger gemustert als die Weibchen und weisen deutliche Femoralporen sowie große Postanalschuppen auf.

## Ernährung
Die Art ernährt sich von Insekten, kleinen Wirbeltieren sowie gelegentlich Blüten, Blättern und Obst.

## Lebensweise
Halsbandleguane sind tagaktive, sehr gesellige Boden- und Felsenbewohner. Sie positionieren sich auf erhöhten Stellen, von wo aus sie nach Futtertieren und Feinden Ausschau halten. Halsbandleguane können durch Laufen auf den Hinterbeinen hohe Geschwindigkeiten erreichen, der lange Schwanz dient dabei als Gleichgewichtshalter.
Ab Ende November halten Halsbandleguane eine Winterruhe von 2 bis 3 Monaten.

## Unterarten
Von der Art Crotaphytus collaris sind drei Unterarten beschrieben:
- C. c. collaris
- C. c. baileyi
- C. c. fuscus